# 王鐘銘
王 鐘銘（わん ちょんみん、ピンイン: Wáng Zhōngmíng、1978年12月8日 - ）は、台湾のウィキペディアン、政治家、環境活動家、同性愛者の権利活動家である。

## 政治
王は、台湾緑党の中央執行委員会の委員である。2010年に新北市（旧台北県）の議員選挙に立候補し、2012年には区議会議員選挙にも立候補する予定だった。王は政治家や活動家になる前は書籍や雑誌の編集者だった。王は2006年に台湾緑党に入党し、同性愛者であることを公言している。

## ウィキペディアン
王は、2004年3月にウィキペディアに参加した。王は2004年5月に中国時報で言及され、これにより、王はメディアで報道された最初の台湾人ウィキペディアユーザーとなった。
王は2006年2月からウィキメディア台湾の設立を準備し、ウィキメディア台湾の第1回大会で理事に選出された。

## 活動
2011年10月、ウォール街占拠運動がアジアの都市に広がったとき、王と抗議者たちは台北101ビルの外に集まった。「台北101のような大きな建物は明らかに富の象徴だ」からだ。
2012年4月17日、王は淡水北岸道路建設計画に抗議し、台湾高等行政裁判所に訴訟を起こした。2013年9月4日、裁判所は環境影響評価報告書を無効と宣言した。
2013年4月、王と他の反核団体のメンバーは台湾の蒋毅華首相と核廃棄物について会談した。同じ時期に、王は樹木占拠行動に参加した。

## 刑務所
王は公務執行妨害の罪で起訴され、有罪判決を受けて2度投獄された。一つは退役軍人コミュニティの取り壊しに抗議するもので、もう一つは公共建設プロジェクトのための樹木伐採に抗議するものである。両方とも懲役3ヶ月の刑を宣告された。